# Villa Rustica (Combley)
Die Villa Rustica von Combley ist ein römischer Gutshof (Villa rustica) innerhalb des englischen Themenparks „Robin Hill Adventure Park and Gardens“ bei Arreton auf der Isle of Wight (Vectis).
Römische Reste an der Stelle der Villa waren schon in der Mitte des 19. Jahrhunderts bekannt. Die Villa wurde 1910/11 ausgegraben. Erneute Grabungen fanden von 1968 bis 1975 statt. Das Hauptgebäude der Villa stammt vermutlich aus dem späten zweiten Jahrhundert n. Chr. Es gibt Reste eines Vorgängerbaues.
Die Villa besteht aus einer dreischiffigen Halle. Im Westteil ist diese in drei größere und einen kleinen Raum unterteilt. Es handelt sich sicherlich um den eigentlichen Wohnbereich der Villa. Ganz im Westen gab es ein Bad, das wohl aus einem einfachen Haus in ein Bad umgebaut worden ist. Das Bad erscheint recht groß im Vergleich zum Rest der Villa. Zwei Räume in der Villa waren mit Mosaiken dekoriert. Das Mosaik im Haupthau zeigt geometrische und stilisierte florale Muster. Im Bad fand sich ein Mosaik mit geometrischen Mustern, aber auch der Darstellung von zwei Delfinen. Im Umfeld der Villa gab es noch weitere Bauten, die bisher noch nicht ausgegraben wurden. Nach den Münzfunden wurde die Villa um 350 n. Chr. verlassen.